# 四子王旗
四子王旗（ししおうき、モンゴル語：ᠲᠦᠷᠪᠡᠳ
ᠬᠤᠰᠢᠭᠤ　転写：Dörvöd qosiɣu）は、中華人民共和国内モンゴル自治区ウランチャブ市に位置する旗。内モンゴルの中部でモンゴル国に接しており、自治区都フフホト市の北80kmに位置する。地方政府はウラーンフア・バルガス（烏蘭花鎮）にある。

## 歴史
四子王とはチンギス・カンの弟であるジョチ・カサルの子孫のセンゲ（僧格）・ソナム（索諾布）・オムブ（鄂木布）・イルジャム（伊爾札木）の4兄弟を指す。17世紀初頭、彼らは自分たちの一族を満州人率いる清による明の征服へ参加させた。1649年この働きによりオムブは清からドロイ・ギュンワン（多羅郡王）の位を授けられ、一族を現在の四子王旗の場所へ住まわせた。
ドロイ・ギュンワンの位は世襲制で受け継がれ、1949年に中国共産党により内モンゴルにおける全ての世襲制の地位が廃止されるまでに、14代の子孫へ受け継がれた。最後の王子であったソダナムチョグジ（蘇達那木朝格吉）は一般人として1957年に死去した。2003年になって初代の四子王の像がウラーンフア・バルガスに建てられた。

## 行政区画
5バルガス（鎮）、5ソム（蘇木）、3郷（シャン）を管轄
- バルガス（鎮）
  - ウラーンフア・バルガス（烏蘭花鎮）
  - 吉生太鎮
  - フレート・バルガス（庫倫図鎮）
  - 供済堂鎮
  - バインチョグト・バルガス（白音朝克図鎮）
- ソム（蘇木）
  - ホンゴル・ソム（紅格爾蘇木）
  - ジャンガー・ソム（江岸蘇木）
  - チャガーンボラグ・ソム（査干補力格蘇木）
  - ノムホン・ソム（脳木更蘇木）
  - バインオボー・ソム（巴音敖包蘇木）
- 郷（シャン）
  - 東八号郷
  - ホジルト・シャン（忽鶏図郷）
  - 大黒河郷

## 宇宙船着陸地点
ウラーンフア・バルガス（烏蘭花鎮）の北約60 kmのホンゴル・ソム（紅格爾蘇木）にあるアムガラン草原は有人宇宙船神舟5号、神舟6号、神舟7号、神舟8号、神舟9号の第1着陸地点である。ウラーンフアとホンゴルの間には宇宙船の回収のために建設された道路があり、2つの町の間の所要時間を2時間から40分へ縮めた。

## 観光
- ゲゲーンタラ草原観光センター（葛根塔拉草原旅游中心）：チャガーンボラグ・ソムにあり、モンゴル相撲、競馬、競ラクダ、舞踏や遊牧民の生活を見せるツアーなどがある。
- ウラーンフア犀化石群遺跡：500-800万年前の犀の化石群が発見されている。